# Волшебный меч: В поисках Камелота
«Волшебный меч: В поисках Камелота» (англ. Quest for Camelot) — американский анимационный фильм в жанре фэнтези, выпущенный кинокомпанией Warner Bros. Animation, в 1998 году. Сюжет основан на романе «The King’s Damosel» Веры Чэпман.
Сюжет мультфильма рассказывает о молодой девушке по имени Кейли, которая хочет стать рыцарем Круглого стола в Камелоте, как её отец сэр Лайнел, о слепом юноше по имени Гаррет, который стал отшельником и хочет чтоб его оставили в покое, и об их приключениях в поисках волшебного меча Экскалибура.
Слоган: «Ruber: An evil knight gives nobility a bad name».

## Сюжет
Кейли хочет стать рыцарем, как её отец Лайнел. Сэр Лайнел и другие рыцари Круглого стола едут в Камелот, чтобы провести совет. Однако один из рыцарей, сэр Рубер, сходит с ума от жажды власти, и пытается захватить меч и трон Короля Артура. Рубера изгоняют, а Лайнел погибает в процессе борьбы со  злодеем. Во время его похорон Кайли пытается смириться с потерей отца. Десять лет спустя Кайли всё ещё хочет стать рыцарем. На заседании Круглого стола рыцари говорят, что в последнее время всё спокойно, а в это время Грифон врывается в Камелот, похищает меч короля Артура, и, улетая, роняет его в Запрещённом Лесу. Рыцари поднимают тревогу, и вдохновлённая Кайли решает отправиться на поиски меча, чтобы вернуть его в Камелот. Прежде чем она успевает сделать это, в её деревню прибывает сэр Рубер, чтобы поработить её с помощью чёрной магии, применив волшебное зелье под названием Acme (которое он «купил у каких-то ведьм»), объединить человеческих прихвостней (и куриц) с их собственным оружием, создав механических воинов. После побега Кайли Грифон возвращается и сообщает Руберу, что меч Экскалибур был потерян. Кайли бежит от преследующих её сообщников Рубера в Запрещённый Лес, где её спасают слепой отшельник по имени Гаррет и его любимый сокол Айден. Кайли рассказывает Гаррету об Экскалибуре, и убеждает помочь ей в поисках меча.

## Персонажи
- Кайли (Джессалин Гилсиг), главная героиня мультфильма, девушка проживающая на ферме и мечтающая стать рыцарем, как её отец. Кайли основана на персонаже Линетт (англ. Lynette) из «The King’s Damosel», которая была расширенным вариантом Линетт из легенды о короле Артуре.
  - Андреа Корр озвучивает поющую Кайли.
  - Сара Фриман озвучивает Кайли в детстве.
- Гаррет (Кэри Элвес), основной герой мультфильма, слепой отшельник, который в детстве мечтал стать рыцарем, пока не умер отец Кайли. Гаррет является комбинацией двух персонажей из «The King’s Damosel»: переодетого рыцаря Гаррета (из легенды о Артуре) и Луция, слепого жителя пещеры (оригинальный персонаж романа).
  - Брайан Уайт озвучивает поющего Гаррета.
- Рубер (Гэри Олдмен), главный антагонист мультфильма, бывший рыцарь Круглого стола, стал безумным из-за жажды власти.
- Девон (Эрик Айдл) и Корнуолл (Дон Риклес), двуглавый дракон. Эти двое терпеть не могут друг друга и имеют трудности с умением летать и изрыгать огонь, в отличие от большинства драконов. Но сумев договориться. обрели обе способности.
- Джулиана (Джейн Сеймур), мать Кайли и вдова сэра Лайнела.
  - Селин Дион озвучивала поющую Джулиану.
- Король Артур (Пирс Броснан), легендарный монарх.
  - Стив Перри озвучивал поющего Короля Артура.
- Грифон (Бронсон Пинчот), главный подручный Рубера.
- Сэр Лайнел (Гэбриэл Бирн), рыцарь, отец Кайли, был убит в начале мультфильма.
- Мерлин (Джон Гилгуд), легендарный волшебник, друг Короля Артура друг и владелец сокола Айдена.
- Айден (Фрэнк Уэлкер), сокол, который знает путь к Экскалибуру. Сражается с Грифоном за меч.
- Второстепенные персонажи — Джесс Харнелл

## Роли дублировали на русский язык
- Кайли — Ольга Голованова
- Гаррет — Сергей Чекан
- Рубер — Леонид Белозорович
- Девон — Игорь Ясулович
- Корнуолл — Владимир Ферапонтов
- Джулиана — Марина Тарасова
- Король Артур — Валерий Сторожик
- Грифон — Владимир Радченко
- Сэр Лайнел — Владимир Герасимов

Фильм дублирован на студии «Варус-Видео» в 1998 году.
- Перевод: Юрия Кокорева
- Автор синхронного текста и режиссёр: Виктор Смоктий
- Звукооператор: Надежда Наймушина
- Редактор: Валентина Кузнецова
- Директор: Людмила Бронникова

## Награды и номинации
В 1999 году за песню «The Prayer» из этого фильма её авторы (музыка: Кэрол Байер Загер и Дэвид Фостер, слова: Кэрол Байер Загер, Дэвид Фостер, Тони Ренис и Альберто Теста) номинировались на кинопремию «Оскар» в номинации «Лучшая песня к фильму».